# Felix Hebesberger
Felix Hebesberger (* 10. Jänner 1996) ist ein österreichischer Fußballspieler.

## Karriere
Hebesberger begann seine Karriere beim ASKÖ Kirchdorf/Krems. 2006 wechselte er zur Union Schlierbach. 2010 kam er in die Akademie der SV Ried. Im Oktober 2013 stand er gegen die Union Edelweiß Linz erstmals im Kader der Amateure der Rieder. Im Mai 2014 debütierte er in der OÖ Liga, als er am 26. Spieltag der Saison 2013/14 gegen den SV Bad Ischl in der 87. Minute für Manfred Winkler eingewechselt wurde.
Zur Saison 2014/15 wechselte er zum viertklassigen SV Grün-Weiß Micheldorf. In seinen zwei Jahren bei Micheldorf absolvierte er 47 Spiele in der OÖ Liga und erzielte dabei acht Tore.
2016 schloss er sich dem Regionalligisten SK Vorwärts Steyr an. Sein erstes Spiel für Steyr in der Regionalliga absolvierte er im Juli 2016, als er am ersten Spieltag der Saison 2016/17 gegen den SV Grieskirchen in der Startelf stand. Zu Saisonende hatte Hebesberger 18 Regionalligaspiele zu Buche stehen, in denen er ohne Treffer blieb.
Zur Saison 2017/18 kehrte er zu den Amateuren der SV Ried zurück. Im Sommer 2018 wurde er in den Profikader der Rieder hochgezogen. Sein Debüt in der 2. Liga gab er im Juli 2018, als er am ersten Spieltag der Saison 2018/19 gegen den SK Vorwärts Steyr in der 84. Minute für Thomas Mayer eingewechselt wurde.
Im Jänner 2019 wurde er an den Regionalligisten FC Wels verliehen.